# Ford Orion
La Ford Orion è un'autovettura berlina prodotta dalla Ford dal 1983 al 1993. Consisteva semplicemente in una versione a 3 volumi della Ford Escort.

## Storia e contesto
Negli anni ottanta la Ford iniziò un rinnovamento della propria gamma di vetture berline di fascia media e medio-alta, adottando un originale corpo vettura con carrozzeria a 2 volumi e mezzo (quindi con una coda più corta e il portellone posteriore). Adottarono tale soluzione sia la nuova Escort Mk3 del 1981, sia la Sierra del 1982 (erede della Taunus). Si liberò quindi nella gamma della casa statunitense uno spazio per un modello con carrozzeria tradizionale a 3 volumi, che soddisfacesse le esigenze di una clientela più tradizionale, che poteva non essere soddisfatta delle novità estetiche dei nuovi modelli. Questo vuoto fu colmato nel 1983 dalla Orion, una semplice versione a tre volumi della Escort, di cui conservava l'intera meccanica.
Come derivata, la Orion seguì parallelamente le evoluzioni della Escort, e fu quindi prodotta in due serie come un modello a sé stante, fino a venire reintegrata nel 1993 nella gamma Escort, con la denominazione di Escort Sedan.

## Le serie

### Prima serie: 1983-1986
Rispetto alla Escort Mk3 da cui derivava direttamente, la Orion differiva ovviamente nella coda (caratterizzata da un lunotto avvolgente che contrastava con il disegno squadrato del cofano), e in maniera meno evidente nel frontale (dove c'era una mascherina con contorno cromato dal disegno specifico). Diversi anche i paraurti, i copricerchi, alcuni dettagli della plancia ed i sedili.
Al momento del lancio la Orion era disponibile con due motorizzazioni (entrambe derivate da quelle della gamma Escort) 4 cilindri CVH (a combustione magra) con distribuzione monoalbero in testa. Il più piccolo aveva una cilindrata di 1297 cm³ ed una potenza massima di 69 CV, mentre il più grande aveva una cubatura di 1597 cm³ ed erogava 79 CV.
L'unico allestimento disponibile in Italia al momento del lancio era l'intermedio GL.
Nel 1984 la gamma venne completata col lancio delle versioni 1.6 Injection (con motore di 1,6 litri a iniezione elettronica da 105 CV, condiviso con la Ford Escort XR3i) e 1.6 Diesel (con motore a gasolio di 1,6 litri da 54 CV). La Diesel era disponibile nelle versioni L (meno ricche) e GL, mentre la Injection era una versione sportiva che aveva un allestimento specifico (spoiler anteriore nero, paraurti e fasce laterali con profilo rosso, volante sportivo a tre razze, sedili sportivi con supporto lombare).
Le concorrenti più dirette della Orion in quella fascia di mercato erano la Fiat Regata, berlina a 3 volumi derivata dalla Fiat Ritmo, e la Volkswagen Jetta, versione a 3 volumi della Volkswagen Golf con modifiche al frontale.

#### Prima serie restyling: 1986-1990

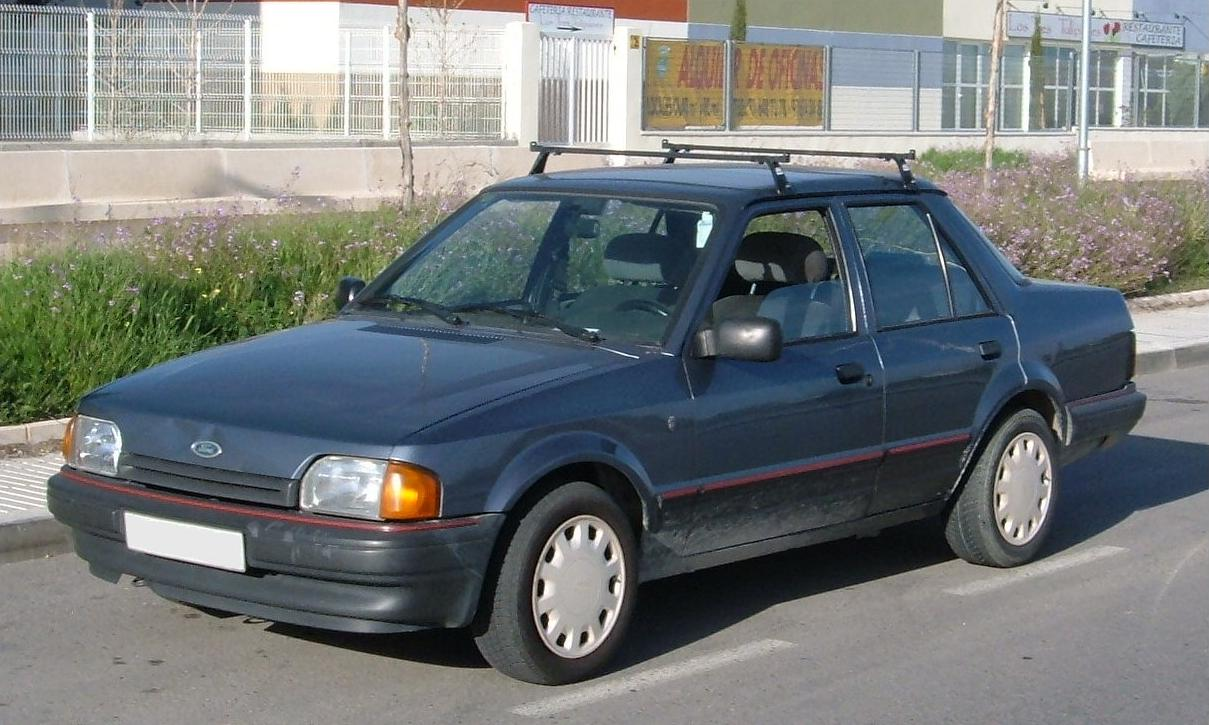
La Ford Orion dopo il restyling del 1986

Come sulla Escort, anche sulla versione a 3 volumi Orion fu effettuato un profondo restyling nel 1986, talvolta considerato anche come una nuova serie. A cambiare furono il frontale (completamente ridisegnato e più morbido), i paraurti (più ampi), gli interni (completamente riprogettati) e, in misura minore, la coda (alcuni dettagli).
Tra i motori esordì un nuovo 4 cilindri CVH di 1392 cm³ da 75 CV, mentre il 1600 a carburatori, opportunamente rivisto, raggiunse la potenza di 90 CV. Invariati il 1300, il 1600 a iniezione ed il 1600 Diesel. Le versioni "1.4" e "1.6 Diesel" erano disponibili negli allestimenti CLX e Ghia (quest'ultimo molto più ricco, che sconfinava quasi nel lusso); le "1.6", a carburatore o iniezione, erano disponibili solo in versione Ghia. Solo CLX, infine, la "1.3". Nel 1988 la cilindrata del motore a gasolio aumentò a 1753 cm³ e la potenza arrivò a 58 cv. La versione Ghia, top di gamma, offriva finestrini elettrici anteriori e in alcuni modelli tettuccio apribile manuale.

### Seconda serie: 1990-1993

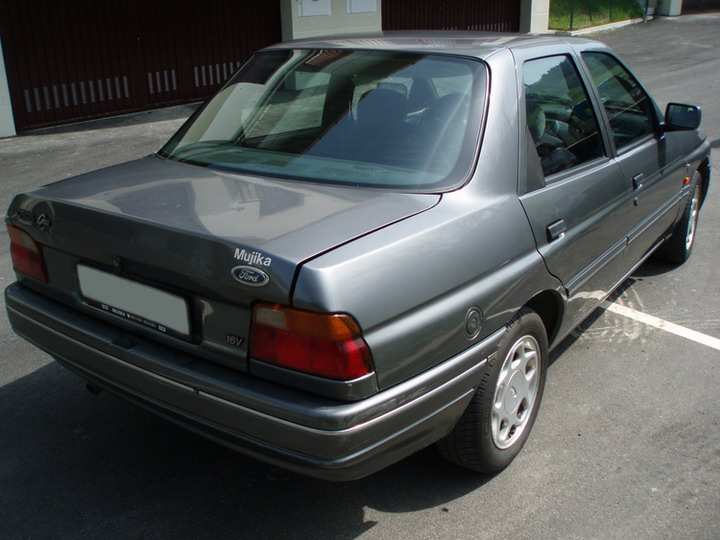
Posteriore di una Ford Orion del 1993

Con l'introduzione della quarta serie della Escort fu creata anche la nuova serie della Orion. Questa volta si trattava di un modello completamente nuovo e di aspetto meno massiccio rispetto al precedente, anche se l'impostazione meccanica rimaneva quella di sempre. Differiva dalla Escort Mk4 principalmente per la mascherina frontale cromata.
Anche i motori erano ripresi dalla serie precedente, con qualche novità. Oltre ai noti 1300 da 60 CV, 1600 da 88 CV, 1600 a iniezione (potenziato a 106 CV) e 1800 Diesel da 60 CV, fu inserita una versione alimentata a iniezione single point e dotata di marmitta catalitica del monoalbero 1400 (69 CV).
Gli allestimenti erano 3 (CLX, Ghia e Ghia SI) e la gamma si componeva di:
- Orion 1.3 CLX
- Orion 1.4i cat CLX
- Orion 1.6 Ghia
- Orion 1.6i Ghia SI
- Orion 1.8 D CLX
- Orion 1.8 D Ghia

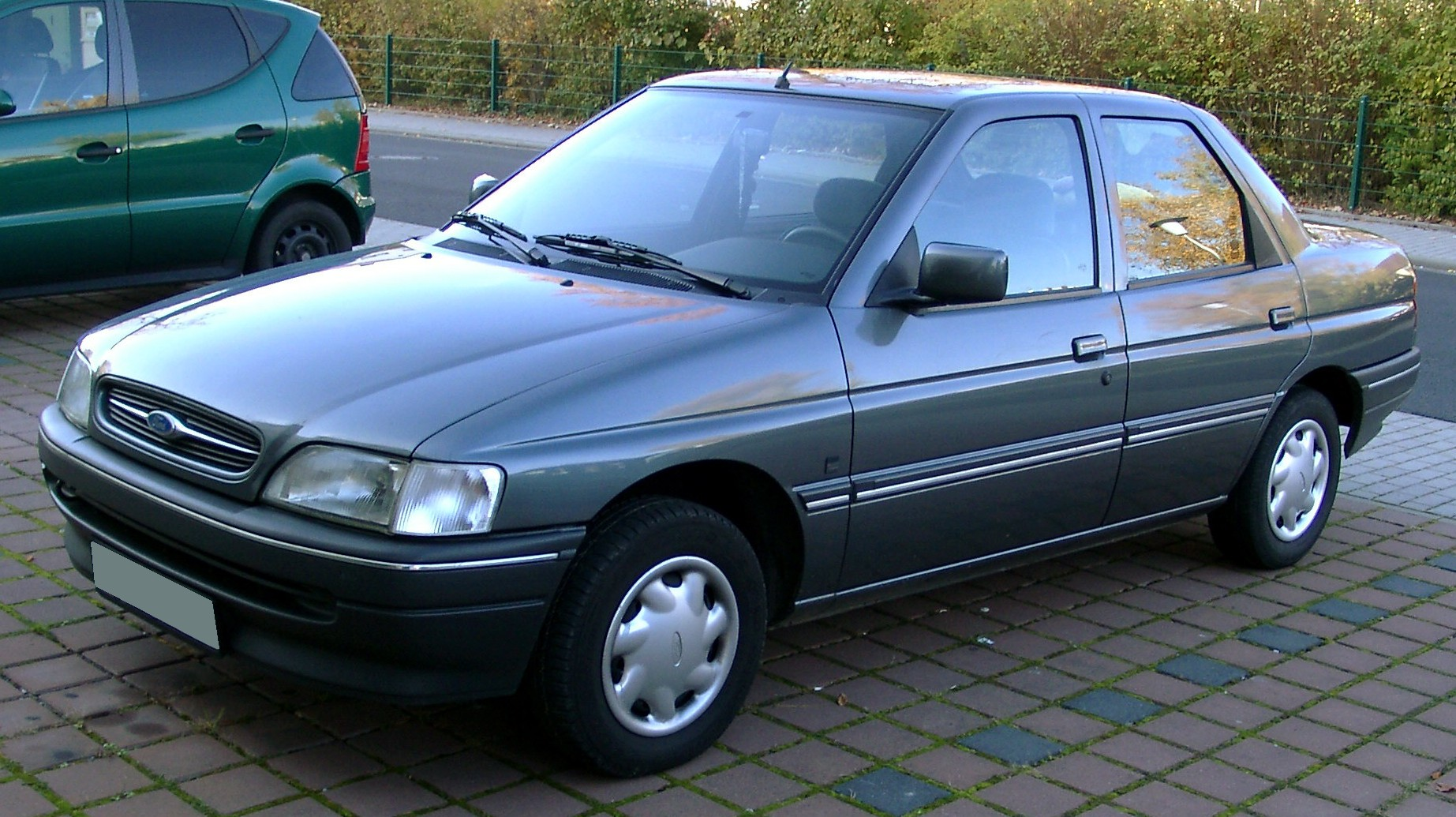
Ford Orion seconda serie

Nel 1992, con l'esordio dei nuovi motori a 4 cilindri bialbero 16 valvole di 1798 cm³, dotati di alimentazione a iniezione e marmitta catalitica, la gamma venne rivoluzionata. Scomparvero le versioni prive di catalizzatore e l'offerta di versioni a benzina s'articolò in:
- 1.4i 69 CV cat CLX
- 1.8i 16v 105 CV cat
- 1.8i 16v 105 CV cat Ghia
- 1.8i 16v 126 CV cat Ghia SI

Particolarità esclusiva dell'allestimento Ghia SI era il tergilunotto posteriore di serie, non utilizzato quasi mai sulle vetture berline a tre volumi (solo la Lancia Dedra lo forniva come optional nei primi anni di produzione)
Ci furono novità anche per le diesel. Il 1800 aspirato da 60 CV venne affiancato da una versione dotata di turbocompressore e intercooler da 90 CV. La gamma diesel si articolava nelle versioni:
- 1.8 D 60 CV CLX
- 1.8 D 60 CV Ghia
- 1.8 Turbo D 90 CV Ghia

Con l'introduzione dei nuovi motori diesel e benzina, la carrozzeria ebbe alcuni ritocchi: nuova mascherina anteriore ovale, paraurti ritoccati e altri dettagli rivisti.
Un anno dopo il primo resyling della quarta serie della Escort, nel 1993, la Orion venne reintegrata nella gamma Escort, con la denominazione di Escort Sedan, o Escort 4 porte ma, dato il successo un po' scarso che aveva avuto la Orion così come altre concorrenti, non venne più commercializzata in Italia.

## La Orion argentina
La Orion venne prodotta dal 1989 al 1996 anche in Argentina, col nome di Ford Verona e con marchio Volkswagen come Volkswagen Apollo fino al 1992. La Verona (con corpo vettura e interni identici alle Orion europee), aveva motori specifici, fra cui un 2 litri a iniezione da 113 CV.